# Zamachy Gwardii Ludowej na Café Club

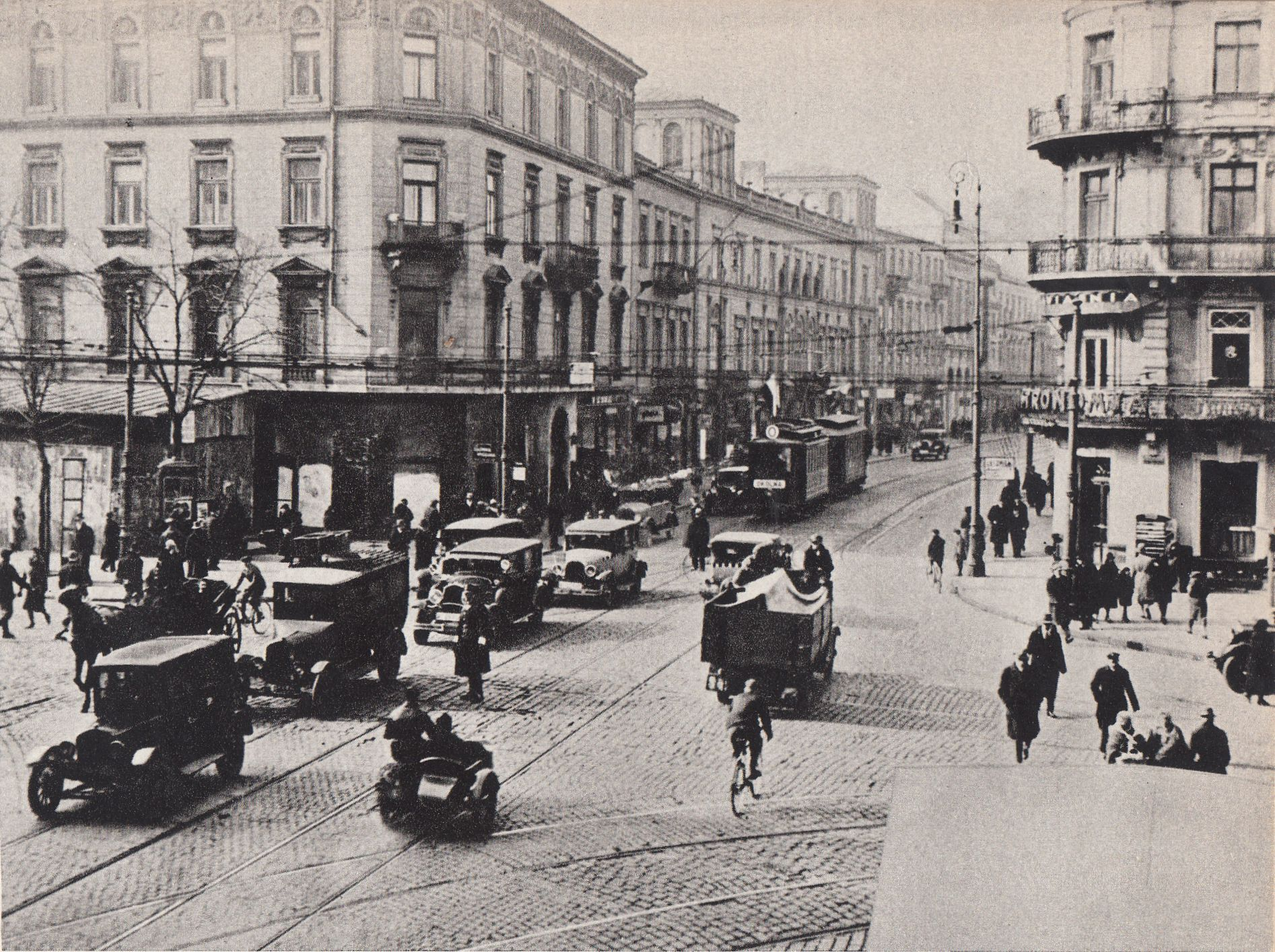
Ulica Nowy Świat, skrzyżowanie z Alejami Jerozolimskimi, po lewej narożna kamienica Istomina, w której mieścił się „Café Club”

Zamachy Gwardii Ludowej na „Café Club” – dwa zamachy na kawiarnię „Café Club” w Warszawie, przeprowadzone przez członków Gwardii Ludowej w 1942 i Związku Walki Młodych w 1943 w odwecie za masowe egzekucje więźniów Pawiaka; w ich wyniku rannych zostało kilku Niemców.

## Miejsce akcji
Café Club był warszawską kawiarnią, znajdującą się w kamienicy Istomina na rogu Nowego Światu i Alej Jerozolimskich. Podczas okupacji niemieckiej był to lokal rozrywkowy przeznaczony tylko dla Niemców.

## Zamach 24 października 1942
W nocy z 7 na 8 października 1942 w rejonie Warszawy Armia Krajowa przeprowadziła pierwszą akcję sabotażową przeciwko transportowi kolejowemu (akcja Wieniec). Komenda Sipo-SD za organizatorów akcji uznała Gwardię Ludową (do października 1942 polską bitwę o szyny prowadziła PPR). Dlatego też wśród 50 więźniów Pawiaka powieszonych w odwecie nocą z 15 na 16 października znaleźli się głównie komuniści i osoby podejrzane o sympatyzowanie z nimi.
Komitet Centralny PPR i Dowództwo Główne GL zdecydowały o przeprowadzeniu akcji odwetowej. Zadanie to powierzono miejscowemu okręgowi GL dowodzonemu przez Bolesława Kowalskiego ps. „Janek”. Dwa dni po egzekucji w mieszkaniu oficera Sztabu Głównego GL Jana Strzeszewskiego ps. „Wiktor” odbyło się zebranie, w którym oprócz „Wiktora” i „Janka” uczestniczyli także Mieczysław Ferszt ps. „Młot”, Roman Bogucki ps. „Suchy” i Janusz Zarzycki ps. „Wojtek”. Zebraniu przewodniczył „Janek”, zaś dowództwo nad akcją objął „Wiktor”. W czasie narady ustalono, że odwet zostanie przeprowadzony przez 5-6 osobowe grupy gwardzistów i wymierzony zarówno w hitlerowskie siły policyjne oraz wojskowe, jak i w administrację cywilną. Za cel obrano trzy lokale kategorii „Nur für Deutsche”: „Café Club” na rogu Nowego Światu i  Alej Jerozolimskich (grupa „Suchego”), „Café Otto” przy Alejach Jerozolimskich 26 (grupa „Młota”) oraz restaurację „Mitropa” na Dworcu Głównym (grupa „Wiktora” i „Wojtka”). Wszystkie trzy akcje zaplanowano na 24. października na godzinę 19:00. Do dokonania zamachów grupy otrzymały polskie granaty produkcji przedwojennej, granaty konspiracyjnej produkcji GL oraz broń krótką do obrony własnej.
Zamach na „Café Club” miał przeprowadzić „Suchy” przy wsparciu dodatkowych dwóch bojowników z Dzielnicy GL Powiśle dowodzonej przez Tadeusza Findzińskiego ps. „Olek”. Zbiórkę wyznaczono na godzinę 17:00 pod arkadami Pałacu Staszica. Na godzinę 16:30 zaplanowano spotkanie podwładnych z „Olkiem” między ulicą Senatorską a kościołem kapucynów, skąd „Olek” miał ich dopiero doprowadzić na właściwe miejsce zbiórki. Nie stawili się oni jednak o wyznaczonej porze. Po półgodzinnym bezskutecznym oczekiwaniu podjęta została decyzja, iż zastąpią ich „Olek” oraz mieszkający z „Suchym” gwardzista Jerzy Duracz ps. „Felek”. O godzinie 19:00 „Suchy” wrzucił przez okno do wnętrza kawiarni wiązkę granatów, która eksplodując zraniła trzydzieści osób (w tym: trzech policjantów  – ciężko, jednego cywila oraz kilkunastu żołnierzy przebywających na urlopie). Uczestnicy zamachu, pomimo ostrzału ze znajdującego po drugiej stronie Alej Jerozolimskich gmachu Banku Gospodarstwa Krajowego, wycofali się bez strat.
Jednocześnie dokonano zamachu na „Mitropę”. Akcja na „Café Otto” nie została przeprowadzona ze względu na wzmocnioną ochronę tego lokalu przez niemiecką policję (odbywała się tam uroczystość). Dlatego też dowodzący tą grupą „Młot” zmienił cel ataku na drukarnię Nowego Kuriera Warszawskiego – polskiej gazety legalnie wydawanej za zgodą władz okupacyjnych. W obu tych akcjach gwardzistom udało się wycofać bez strat.

### Opinie
Zamachy negatywnie oceniał Stefan Korboński, uznając je za dowód słabości komunistycznego podziemia. 
Wystarczy powiedzieć, że PPR uznała za swój główny wyczyn bojowy w ciągu całej okupacji rzucenie granatu z ulicy, ze spacerującego tłumu, przez okno do kawiarni Cafe Club w Warszawie na rogu Nowego Światu i Alei Jerozolimskich - w której siedzieli żołnierze niemieccy nad szklankami piwa i kawy. Naturalnie, rzucający granat nic więcej nie ryzykował niż dziesiątki przechodniów, wśród których zresztą natychmiast się ukrył bezpiecznie. Nie znam takiej akcji AK, która byłaby zaplanowana w ten sposób, że całe jej ryzyko spadnie na przechodniów. Tymczasem akcja na Cafe Club była i jest gloryfikowana przez komunistów do tego stopnia, że zrobiono z niej coś w rodzaju symbolu odwagi i bohaterstwa, podczas gdy w rzeczywistości była przedmiotem kpin podziemnej Warszawy.

## Zamach 11 lipca 1943
Pod koniec czerwca 1943 Niemcy przeprowadzili szereg masowych egzekucji na terenach dawnego getta. Stracono ponad 200 osób. W związku z tym dowódca okręgu GL Warszawa-Miasto Henryk Sternhel ps. „Gustaw” podjął decyzję o przeprowadzeniu zamachów na kawiarnię Café Club oraz na uroczystą zmianę warty przed gmachem niemieckiej Komendy Garnizonowej (ta akcja nie doszła do skutku).
Ten drugi zamach na Café Club został zorganizowany i dowodzony przez dowódcę oddziałów zbrojnych Związku Walki Młodych Mirosława Krajewskiego, ps. „Pietrek”. 11 lipca 1943 grupa wykonawcza w składzie: Lech Kobyliński, ps. „Konrad” (wówczas dowódca dzielnicy Żoliborz ZWM) i Ryszard Lenkiewicz, ps. „Rysiek” (wówczas dowódca dzielnicy Mokotów ZWM) po zmyleniu wartownika stojącego przed wejściem do kawiarni, dokonała zamachu. Bombę (trzy polskie granaty obronne odbezpieczone i powiązane drutem, przy czym „łyżka” jednego z nich wystawała na zewnątrz, lecz przykryta papierem nie była widoczna) rzucił Lech Kobyliński, który wszedł do kawiarni w trakcie, gdy „Rysiek” zajmował się myleniem wartownika. Obaj wycofali się bezpiecznie pod osłoną obstawy zewnętrznej, w skład której wchodzili: Karol Grabski, ps. „Karol” (dowódca dzielnicy Wola ZWM), Eugeniusz Morawski, ps. „Kuba”, Bohdan Czeszko, ps. „Agawa”, „Wiesiek” (NN) oraz Barbara Nalewajko, ps. „Grażyna”, która w czasie odwrotu rozrzuciła ulotki z hasłami „Za Pawiak” i „Gwałt niech się gwałtem odciska – Adam Mickiewicz”. Akcja zakończyła się bez strat własnych. Straty niemieckie: 4 rannych. 
W latach 60. XX w. główny wykonawca zamachu - Lech Kobyliński podczas konferencji naukowej na Uniwersytecie w Rostocku przypadkowo spotkał Niemca, który był w tym czasie w Cafe-Club, ale nie odniósł żadnych ran w wyniku zamachu (wg wspomnienia L. Kobylińskiego:...zdecydowałem się ujawnić, że to ja byłem tym chłopcem [który rzucił ładunek wybuchowy]; chwila niepewności i uścisnęliśmy sobie ręce mówiąc, że to była wojna, a dawni wrogowie teraz wrogami nie są; skończyło się na tym, że poszliśmy do baru opić to spotkanie.... Również w tych samych latach 60., podczas jakiegoś spotkania rocznicowego, otrzymał od nieznanej kobiety - która oświadczyła, że była w tym czasie kelnerką w Cafe-Club - metalową tacę z tego klubu uszkodzoną odłamkami granatu, który rzucił. Zachował ją w zbiorach rodzinnych do dziś (2018).

## Upamiętnienie
Pierwszy zamach na „Café Club” z 24 października 1942 przedstawiony został w filmie „Za wami pójdą inni”, wyprodukowanym w 1949, a drugi przeprowadzony 11 lipca 1943 w pierwszym odcinku serialu „Podziemny front” z 1965.
Oba zamachy upamiętnia także tablica na wzniesionym w tym miejscu nowym budynku przy ul. Nowy Świat 15/17 oraz mozaika na dawnym „Café Clubie” autorstwa Władysława Zycha.